# The Coral
Pour les articles homonymes, voir Coral.
Pour le groupe islandais de rock, voir Coral (groupe).
The Coral est un groupe de rock indépendant britannique, originaire d'Hoylake, Wirral, près de Liverpool, en Angleterre. Il est formé en 1996 par James Skelly (chant, guitare), Ian Skelly (batterie), Paul Duffy (basse, saxophone), Lee Southall (chanteur, guitare) et Nick Power (orgue). Le 9 janvier 2008, le groupe annonce le départ du guitariste et trompettiste Bill Ryder-Jones.

## Biographie

### Débuts et succès (1996–2004)
En 1996, les amis d'école Ian Skelly et Paul Duffy commencent à jammer au pub Flat Foot Sams d'Hoylake. Dans les mois qui suivent, ils sont rejoints par Bill Ryder-Jones à la guitare, le frère ainé d'Ian, James Skelly, au chant et à la composition, puis Lee Southall à la guitare rythmique et au chant. Le groupe est brièvement connu sous le nom de Hive avant de choisir The Coral, puis arrive Nick Power aux claviers en 1998,.
D'après Alan Wills, dirigeant de Deltasonic, il a connu le groupe grâce à un poster avec marqué dessus 'granddads head exploding', et décidé de les voir en concert. À ce stade, le groupe n'avait encore rien publié. Considéré comme le premier groupe anglais de guitar group revival, leur premier enregistrement est le single Shadows Fall (2001), qui est suivi par deux EPs The Oldest Path EP (2001) et Skeleton Key EP (2002). Leur premier album, l'éponyme The Coral, publié en 2002, atteint la cinquième place de l'UK Albums Chart et est nommé pour un Mercury Prize le jour de sa sortie. Une tournée à succès suit avec les singles Goodbye qui atteint la 21e place de l'UK Singles Chart et Dreaming of You. Les chansons Dreaming of You et Pass It on sont entendues dans des épisodes de la série télévisée Scrubs.
Après un an à enregistrer Magic and Medicine en 2003, l'album atteint la première place de l'UK Albums Chart. Ils tournent ensuite à l'échelle mondiale et jouent un concert au festival Midsummer Nights Scream, de New Brighton. Ils jouent notamment avec les nouveaux venus The Libertines, The Zutons et The Thrills. Les singles de l'album, Don't Think You're the First, Pass It On, Secret Kiss et Bill McCai sont classés à l'UK Singles Chart.

### Succès continu (2005–2011)
En 2004, ils commencent à enregistrer The Invisible Invasion, avec Adrian Utley et Geoff Barrow de Portishead à la production. À sa sortie en 2005, The Invisible Invasion atteint la troisième place de l'UK Album Chart. Un second CD avec versions live des morceaux est inclus dans les premiers exemplaires de l'album. The Coral joue ensuite des dates mondiales et publie le morceau In the Morning, et Something Inside of Me.
En juin 2005, le guitariste Bill Ryder-Jones annonce son départ du groupe et ne fera pas partie de leur tournée, mais continuera d'enregistrer les prochains albums. Il est remplacé par David McDonnell (futur membre de The Sand Band) pour la tournée The Invisible Invasion. À la fin 2005, le groupe écrit l'album sans Bill, The Curse of Love, au début 2006, mais, Ryder-Jones convaincu, revient pour l'album et un autre album, Roots and Echoes.
The Coral tourne avec les Arctic Monkeys pendant leur tournée estivale, publiant le single Who's Gonna Find Me le 30 juillet 2007, suivi par l'album Roots and Echoes le 6 août 2007. Le groupe recrute Matt Potter aux percussions et à la flute jazz sur l'album. En janvier 2008, Ryder-Jones quitte The Coral, apparemment après avoir fait l'expérience de crises de panique pendant les concerts, et après s'être aperçu qu'il ne voulait plus faire partie d'un groupe à succès. Il jouira du succès en solo. En mars 2010, Bill Ryder-Jones explique que « James était un compositeur brillant, et l'est toujours. »
The Coral son sixième album, Butterfly House, le 12 juillet 2010. L'album est produit par John Leckie, de The Stone Roses et Radiohead. Quatre singles sont issus de l'album, 1000 Years, More than a Lover, Walking in the Winter et Two Faces. Six mois après la sortie de Butterfly House, The Coral sort Butterfly House Acoustic, une édition acoustique limitée de l'album.
En février 2011, Butterfly House est nommé dans la catégorie d'« album britannique de l'année 2010 » aux Music Producers Guild Awards. Robert Plant, aussi nommé aux MPG pour son album avec The Band of Joy, jouera avec The Coral au Royal Albert Hall le 15 novembre 2010.

### Pause et retour (depuis 2012)
En mars 2012, le bassiste Paul Duffy révèle qu'un nouvel album était en cours aux Real World Studios de Peter Gabriel à Bristol. Au printemps 2012, le groupe annonce une pause, et la sortie du septième album est repoussée.
Le 24 août 2014, Geoff Barrow annonce à la BBC Radio 6 Music la sortie de The Curse of Love en septembre 2014. L'album est enregistré avec The Invisible Invasion, un album produit par Barrow, et masterisé uniquement pour une sortie au label Skeleton Key de James Skelly. Wrapped in Blue est le premier morceau de l'album, que Barrow a joué à l'émission.
Le 23 novembre 2015, le groupe annonce un retour en 2016 après quatre ans de pause. Un nouvel album, Distance Inbetween, est publié le 4 mars 2016.

## Discographie

### Albums studio
- 2002 : The Coral
- 2003 : Magic and Medicine
- 2004 : Nightfreak and the Sons of Becker
- 2005 : The Invisible Invasion
- 2007 : Roots and Echoes
- 2010 : Butterfly House
- 2014 : The Curse of Love
- 2016 : Distance Inbetween
- 2018 : Move Through the Dawn
- 2021 : Coral Island
- 2023 : Sea of Mirrors
- 2023 : Holy Joe’s Coral Island Medicine Show

### EP
- 2001 : The Oldest Path
- 2002 : Skeleton Key
- 2004 : Calendars and Clocks
- 2007 : iTunes Festival: London

### Compilations / Live / Rééditions
- 2008 : Singles Collection
- 2020 : Lockdown Sessions
- 2022 : The Coral (Réédition 2CD inclus l'album original et des titres inédits, raretés, faces B)

### Singles
- 2001 : Shadows Fall
- 2002 : Goodbye
- 2002 : Dreaming Of You
- 2003 : Don't Think You're The First
- 2003 : Pass it On
- 2003 : Secret Kiss
- 2003 : Bill McCai
- 2005 : In The Morning
- 2005 : Something Inside of Me
- 2007 : Who's Gonna Find Me
- 2007 : Jacqueline
- 2008 : Put the Sun Back
- 2008 : Being Somebody Else
- 2010 : 1000 Years
- 2010 : More than a Lover
- 2010 : Walking in the Winter
- 2011 : Two Faces